# Wayne Collett
Wayne Curtis Collett (Los Angeles, 20 oktober 1949 – aldaar, 17 maart 2010) was een Amerikaanse atleet, die zich had toegelegd op de sprint, met name de 400 m. Hij nam eenmaal deel aan de Olympische Spelen en won bij die gelegenheid een zilveren medaille.

## Loopbaan
Op de Olympische Spelen van 1972 behaalde Collett op de 400 m een zilveren medaille. Tijdens de uitvoering van het Amerikaanse volkslied sprak Collet met de winnaar Vince Matthews uit sympathie voor de strijd voor mensenrechten in de Verenigde Staten. Hij verklaarde het volkslied niet te kunnen respecteren wegens de moeilijkheden die Afro-Amerikanen moesten ondergaan. Beiden werden door het IOC geschorst van verdere olympische deelnames. Hierdoor was de Amerikaanse estafetteploeg genoodzaakt zich terug te trekken voor de 4 x 400 m estafette.
Collett overleed in maart 2010 aan kanker.

## Persoonlijke records
| Onderdeel | Prestatie | Jaar |
| --------- | --------- | ---- |
| 100 yd    | 9,6 s     | 1971 |
| 200 m     | 20,2 s    | 1968 |
| 400 m     | 44,1 s    | 1972 |
| 880 yd    | 1.52,6    | 1971 |

## Palmares

### 400 m
- 1972:  OS - 44,80 s